# Juan Mónaco
Juan Mónaco, né le 29 mars 1984 à Tandil, est un joueur de tennis argentin, professionnel sur le Circuit ATP de 2002 à 2017.
Comme la plupart des Argentins, sa surface de prédilection est la terre battue, où il a remporté huit de ses neuf titres et disputé onze de ses douze finales perdues sur le circuit ATP. Mais il est aussi un excellent joueur de dur, avec notamment une finale de catégorie 500 Series à Valence, deux demi-finales en Masters 1000 à Shanghai en 2009 et à Miami en 2012. Il a également remporté un titre sur dur indoor de catégorie 250 Series en Malaisie.
Ses meilleures performances en simple en Grand Chelem sont deux huitièmes de finale à Roland-Garros en 2007 et 2012 et à l'US Open en 2007 et 2011. Il est moins à l'aise sur gazon (3 victoires pour 6 défaites), car il ne joue aucun tournoi de préparation avant le tournoi de Wimbledon. Il est également un bon joueur de double, demi-finaliste à l'US Open 2008. Il est l'un des membres pivots de l'équipe d'Argentine de Coupe Davis avec David Nalbandian et Juan Martín del Potro.
Il annonce sur les réseaux sociaux sa retraite sportive le lundi 15 mai 2017, classé à la 126e place mondiale.

## Biographie
Juan Mónaco est originaire de la ville de Tandil, tout comme Juan Martín del Potro. Son père Hector, est un homme d'affaires tandis que sa mère Cristina est une architecte. Il a une sœur Mara, et un frère, Andrès. Il a commencé à jouer au tennis à six ans.
Hormis l'espagnol, il parle anglais et un peu l'italien. Il idolâtrait Andre Agassi étant enfant et se passionne comme beaucoup d'argentins pour le football, mais aussi le basket-ball. Surnommé Pico, il est très ami avec Rafael Nadal.

## Carrière
Professionnel depuis 2002, et a remporté son premier titre à Buenos Aires en 2007. Il compte actuellement 8 titres ATP dont deux tournois de catégorie 500 Series. Il a atteint son meilleur classement en juillet 2012 en atteignant la 10e place mondiale. Il a atteint les demi-finales dans deux tournois classés Masters 1000 à Shanghai en 2010 et à Miami en 2012. Ainsi que trois quarts de finale en Masters 1000, à Rome en 2009, à Indian Wells en 2010, et à Paris en 2011. Huitième de finaliste à Roland Garros 2007 et 2012 et à l'US Open 2007 et 2011.
Il débute en Coupe Davis en 2004 puis doit attendre ensuite 4 ans pour rejouer à nouveau dans cette compétition en 2008 et joue ensuite chaque année. En 2011, il perd contre Rafael Nadal en Espagne lors de la finale.

### 2002-2006: les débuts
Juan commence sa carrière dans le circuit professionnel lors du tournoi de Buenos Aires en 2004. Alors qu'il n'est que 223e joueur mondial et invité par les organisateurs, il bat Nicolás Lapentti, 59e et Juan Ignacio Chela, 41e, en deux sets.

### 2011: Huitième de finale à l'US Open, finale àValence, quart de finale àParis-Bercy

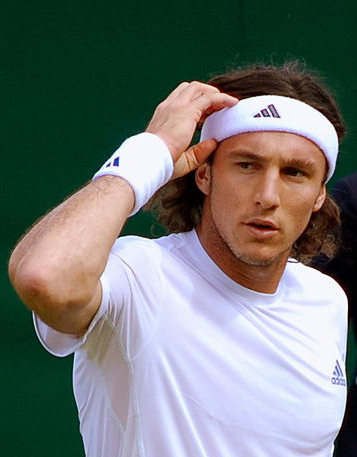
Juan Mónaco lors du Tournoi de Wimbledon en 2011.

Juan Mónaco commence sa saison par l'Open d'Auckland, où il est battu par le Français Adrian Mannarino passé par les qualifications (6-4, 6-3). Puis il participe à l'Open d'Australie, où il est tête de série no 26, et passe le premier tour face au lucky loser Simon Greul (7-65, 7-64, 6-2) et s'incline face au Néerlandais Robin Haase (4-6, 4-6, 6-3, 2-6). Il joue ensuite à l'Open du Chili, où il perd face à son compatriote Máximo González (4-6, 6-3, 4-6). Il participe aussi au Tournoi de Buenos Aires, où il bat l'Espagnol Iván Navarro (6-2, 7-62) passé par les qualifications, puis son compatriote Eduardo Schwank (7-65, 6-2) mais s'incline contre Stanislas Wawrinka (5-7, 3-6). Puis il participe à l'Open du Mexique, où il bat son compatriote Horacio Zeballos (7-5, 7-63) puis l'Uruguayen Pablo Cuevas (6-3, 6-4), mais s'incline au tour suivant contre l'Espagnol David Ferrer (6-2, 5-7, 2-6). Il participe ensuite aux deux premiers Masters 1000 de l'année, à Indian Wells, où il s'incline dès son entrée en lice contre l'Américain Ryan Sweeting (1-6, 6-0, 1-6), puis à Miami, où il bat l'Ukrainien Serhiy Stakhovsky (6-4, 62-7, 6-4) puis s'incline contre le Suisse Roger Federer (7-64, 6-4). Il participe ensuite aux Masters 1000 se déroulant sur terre battue, à commencer par celui de Monte-Carlo, où il perd au premier tour contre Jo-Wilfried Tsonga (6-4, 3-6, 2-6). Entre-temps, il dispose d'une Wild Card pour participer à l'Open de Barcelone où il est tête de série no 16. Il bat au premier tour le Bulgare Grigor Dimitrov (6-4, 6-1) avant de s'incliner contre l'Italien Simone Vagnozzi. À Madrid, Juan Mónaco bat le Kazakh Andrey Golubev (2-6, 6-2, 6-2), puis Gaël Monfils (6-2, 3-0, abandon), avant de s'incliner contre Tomáš Berdych (5-7, 3-6). À Rome, il bat l'Italien Andreas Seppi (6-1, 4-6, 6-2) puis s'incline de nouveau contre Berdych après Madrid (2-6, 2-6). À Roland-Garros, il s'incline dès le premier tour contre Fernando Verdasco (2-6, 5-7, 6-4, 4-6). Après cette défaite, il fait une pause jusqu'à Wimbledon, où il perd en cinq sets contre Mikhail Youzhny (6-4, 2-6, 2-6, 6-4, 4-6). Il participe ensuite à l'Open de Suède, où il bat son compatriote Carlos Berlocq (65-7, 7-67, 6-2) avant de déclarer forfait pour son second match contre le Slovène Blaž Kavčič.

### 2012: 4 titres, entrée dans le top 10, demi-finale àMiami

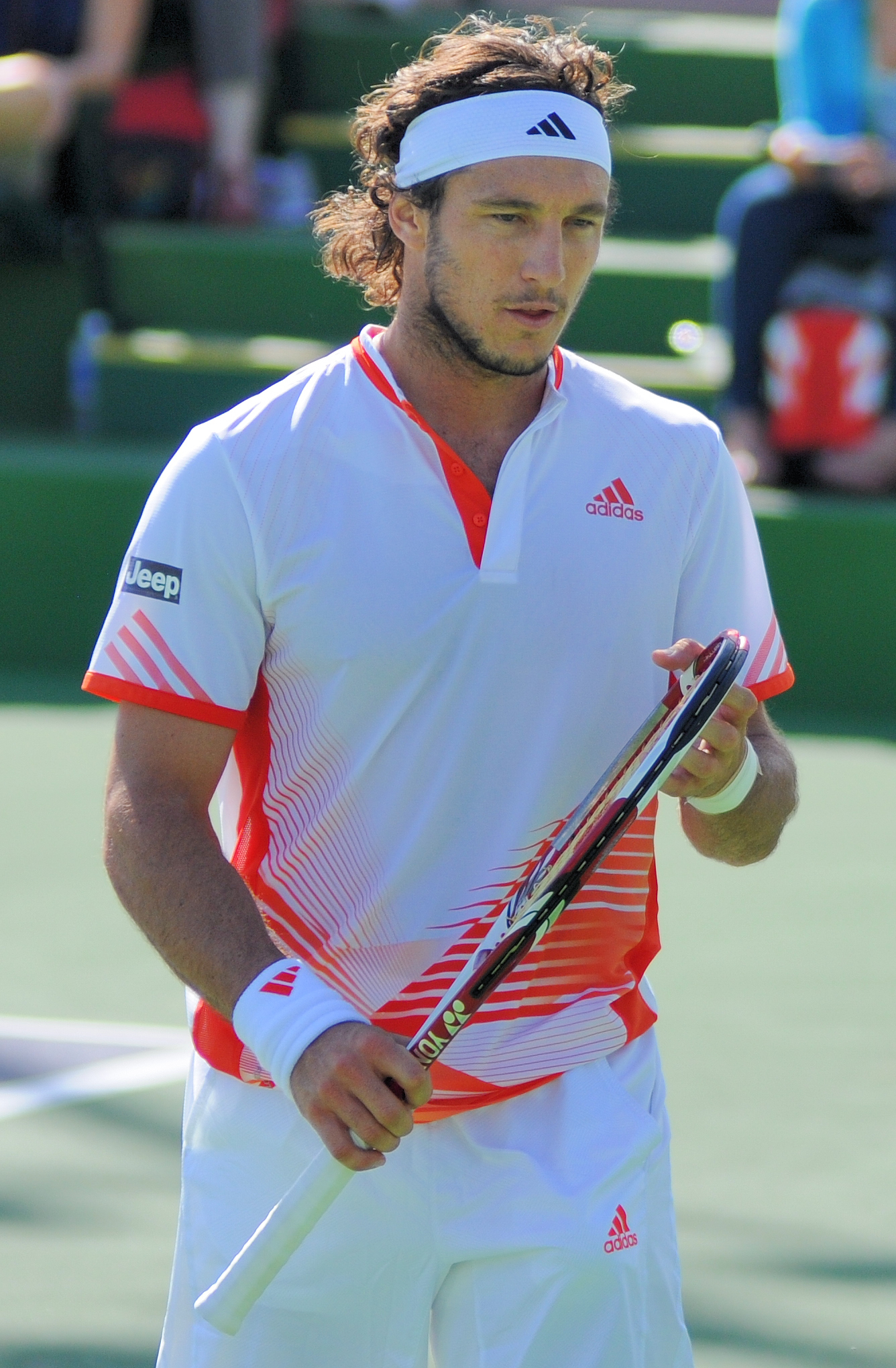
Juan Mónaco lors des Masters d'Indian Wells en 2012.

Juan Mónaco commence sa saison par l'Open d'Australie, où il est classé tête de série no 25. Il est battu au premier tour par Philipp Kohlschreiber en cinq sets, dans un match accroché où il perd sèchement le dernier set (5-7, 6-4, 3-6, 7-64, 6-0).
Il part ensuite jouer l'Open du Chili, où il accède à la finale en battant le Russe Igor Andreev, puis l'Espagnol Albert Montañés expert de terre battue, le Français Jérémy Chardy et son compatriote Carlos Berlocq en finale (6-3, 61-7, 6-1). Il joue ensuite chez lui à Buenos Aires où après avoir battu l'Italien Filippo Volandri (6-1, 3-1 abandon), il perd au deuxième tour contre son compatriote David Nalbandian (6-3, 6-1). Il perd ensuite au premier tour de l'Open du Mexique face à l'Espagnol Albert Ramos (5-3, abandon). Il se reprend à Indian Wells, où après avoir battu le Français Nicolas Mahut (6-4, 5-7, 6-3), il perd au troisième tour contre l'Américain John Isner (7-5, 7-5), avant de faire sensation et de se hisser en demi-finale des Masters de Miami après avoir battu le Taïwanais Lu Yen-hsun (5-0, abandon), le Français Gaël Monfils (6-4, 3-6, 6-4) et les Américains Andy Roddick (7-5, 6-0) et Mardy Fish (6-1, 6-3), échouant face à Novak Djokovic (6-0, 7-65). Après cela, il joue le Tournoi de Houston qu'il remporte en finale contre John Isner (6-3, 2-6, 6-2).
Ensuite il participe aux Masters de Monte-Carlo, mais abandonne au premier tour contre Robin Haase après une chute où il se tordit la cheville.
Il déclare forfait pour les Masters de Madrid qui se déroulent sur terre battue bleue, puis revient pour les Masters de Rome où il est éliminé par Novak Djokovic (6-4, 2-6, 3-6). À Roland-Garros, il réalise un bon parcours, battant Guillaume Rufin (6-2, 2-6, 6-2, 7-63), Lukáš Rosol (7-64, 6-0, 7-65), tombeur de Rafael Nadal à Wimbledon et Milos Raonic dans un match en cinq sets très accroché (65-7, 6-3, 65-7, 6-3, 6-4) avant de céder face à Rafael Nadal (6-2, 6-0, 6-0). En quatre huitièmes de finale en Grand chelem, il n'a jamais réussit à marquer plus de cinq jeux dans ses matchs.
Il prend une pause entre Roland-Garros et Wimbledon où il bat son compatriote Leonardo Mayer (6-4, 7-65, 7-65) et Jérémy Chardy (6-2, 3-6, 6-3, 7-63) puis s'incline contre Viktor Troicki (5-7, 5-7, 3-6). Il réalise un grand coup cette saison en gagnant son premier match sur gazon depuis son entrée sur le circuit ATP. Il participe ensuite au tournoi de Stuttgart où il s'incline en finale contre Janko Tipsarević (4-6, 7-5, 3-6). Il enchaîne avec le Tournoi de Hambourg qu'il remporte en disposant du revenant Tommy Haas (7-5, 6-4). Il prend ensuite part aux Jeux olympiques avec Juan Martín del Potro, lui aussi engagé dans le tableau de simple. Il bat l'espoir belge David Goffin (6-4, 6-1), puis s'incline contre Feliciano López (4-6, 4-6).
Il prend part aux Masters du Canada de Toronto où il s'incline contre Mardy Fish (6-2, 1-6, 4-6). Ensuite, il prend part aux Masters de Cincinnati où il s'incline contre Radek Štěpánek (62-7, 1-6). Il participe ensuite à l'US Open où il s'incline au premier tour contre Guillermo García-López après avoir mené deux sets à zéro et ayant obtenu des balles de match dans le quatrième set (6-3, 6-1, 4-6, 66-7, 63-7).
Il participe ensuite à l'Open de Malaisie où il bat Jimmy Wang (6-4, 6-3), Vasek Pospisil (6-3, 6-4), tombeur de Jürgen Melzer, puis Kei Nishikori (6-2, 2-6, 7-64) avant de s'imposer en finale contre Julien Benneteau (6-4, 5-7, 6-3). À l'Open du Japon où il s'incline dès son entrée en lice contre Márcos Baghdatís (7-5, 1-6, 6-3).
Au Masters de Shanghai, il s'incline d'entrée contre Fernando Verdasco (6-4, 6-2).
Il participe ensuite au Masters de Paris-Bercy où il bat Grigor Dimitrov (7-64, 6-2) avant de perdre contre Janko Tipsarević (6-3, 3-6, 6-3). Il échoue dans la course au Masters où il est devancé par Richard Gasquet et Nicolás Almagro.
Il termine l'année à la 12e place mondiale.

### 2013:8etitreà Düsseldorf
Il commence l'année à la 12e place mondiale à l'ATP en participant à l'Open d'Australie en étant tête de série no 11 (Rafael Nadal étant forfait), où il s'incline d'entrée contre Andrey Kuznetsov (7-63, 6-1, 6-1).
Il est ensuite le chef de file pour le premier tour de Coupe Davis. Il s'impose contre Florian Mayer (64-7, 6-3, 6-3, 6-4) et contre Tobias Kamke (6-4, 7-62) dans un match sans enjeu puisque l'Argentine était déjà qualifiée pour les quarts de finale.
Il participe ensuite à l'Open du Chili dont il est le tenant du titre. Il s'incline d'entrée contre Guillaume Rufin (7-63, 6-4). Ensuite, il prend part à l'Open du Brésil, où il s'incline d'entrée contre Simone Bolelli (7-5, 6-2). La tournée américaine du mois de mars se solde par deux défaites dès son entrée en lice face à Marinko Matosevic (7-5, 6-0) au tournoi d'Indian Wells et au deuxième tour face à Albert Ramos (6-2, 4-6, 6-3) au tournoi de Miami.
Il gagne son 8e titre ATP sur la terre battue de Düsseldorf en battant le Finlandais Jarkko Nieminen (6-4, 6-3) en finale.

### 2015: Blessure et opération du poignet droit
En janvier 2015, pour son tournoi de reprise à Doha, Mónaco remporte le double associé à son ami Rafael Nadal. Le 1er mars 2015, Mónaco est battu en finale du tournoi de Buenos Aires par l'Espagnol (6-4, 6-1). Il ne figure cependant pas dans la sélection argentine qui dispute le premier tour de la Coupe Davis la semaine suivante, ce qui crée une polémique dans son pays. Daniel Orsanic, capitaine de l'équipe argentine, explique son choix par des « raisons sportives ». Une autre explication est avancée : l'influence de Juan Martín del Potro, proche de revenir en sélection et qui n'est pas en bons termes avec Mónaco.
Lors du tournoi de Kitzbühel, il se blesse au poignet droit et est obligé d'abandonner au 1er tour contre Robin Haase. L'Argentin passe des examens complémentaires et le résultat de ces examens est plutôt négatif puisqu'il devra se faire opérer. Il sera indisponible pendant plusieurs mois jusqu'en février 2016.

### 2016: Retour et9etitreà Houston
Il déclare forfait pour l'Open d'Australie à cause de son poignet droit. Il reprend la compétition au tournoi de Buenos Aires où il est éliminé au 2e tour par son ami, Rafael Nadal (6-4, 6-4). Il abandonne au 1er tour du tournoi de Rio de Janeiro contre le qualifié Daniel Gimeno-Traver, toujours handicapé par son poignet droit. La tournée nord-américaine n'est guère plus glorieuse car il est éliminé dès le premier tour par l'Allemand Michael Berrer (7-65, 5-7, 6-4) au Masters 1000 d'Indian Wells et au deuxième tour par le Français Gilles Simon (7-5, 6-1) au Masters 1000 de Miami.
Il remporte son neuvième et dernier titre ATP à Houston en battant quatre têtes de série consécutivement : le Français Benoît Paire, no 2, au deuxième tour (6-3, 7-5), l'Américain Sam Querrey, no 5, en quart (6-4, 6-4), puis l'Espagnol Feliciano López, no 3, en demi-finale (6-4, 6-2) et enfin, le tenant du titre l'Américain Jack Sock, no 4, en finale (3-6, 6-3, 7-5).

### Retraite sportive
Le 15 mai 2017, Juan Mónaco, alors âgé de 33 ans, annonce via les réseaux sociaux qu'il met un terme à sa carrière, indiquant qu'il partait avec la satisfaction d'avoir tout donné et la conviction d'en avoir profité jusqu'à son dernier match.

## Parcours dans les tournois duGrand Chelem

### En simple
| Année | Open d'Australie | Open d'Australie | Internationaux de France | Internationaux de France | Wimbledon       | Wimbledon       | US Open         | US Open         |
| ----- | ---------------- | ---------------- | ------------------------ | ------------------------ | --------------- | --------------- | --------------- | --------------- |
| 2004  | —                | —                | 2e tour (1/32)           | Guillermo Coria          | —               | —               | 1er tour (1/64) | Gastón Gaudio   |
| 2005  | 1er tour (1/64)  | Mardy Fish       | 1er tour (1/64)          | S. Grosjean              | 1er tour (1/64) | Novak Djokovic  | 1er tour (1/64) | Ricardo Mello   |
| 2006  | 2e tour (1/32)   | S. Grosjean      | 3e tour (1/16)           | Ivan Ljubičić            | —               | —               | 1er tour (1/64) | James Blake     |
| 2007  | 1er tour (1/64)  | Nicolas Mahut    | 1/8 de finale            | Guillermo Cañas          | 1er tour (1/64) | Kristof Vliegen | 1/8 de finale   | Novak Djokovic  |
| 2008  | 3e tour (1/16)   | Tomáš Berdych    | 1er tour (1/64)          | R. Söderling             | —               | —               | 1er tour (1/64) | Kei Nishikori   |
| 2009  | 1er tour (1/64)  | J.-W. Tsonga     | 2e tour (1/32)           | J.-W. Tsonga             | 1er tour (1/64) | Nicolás Almagro | 1er tour (1/64) | J. M. del Potro |
| 2010  | 3e tour (1/16)   | N. Davydenko     | 1er tour (1/64)          | Grega Žemlja             | —               | —               | 1er tour (1/64) | Peter Polansky  |
| 2011  | 2e tour (1/32)   | Robin Haase      | 1er tour (1/64)          | F. Verdasco              | 1er tour (1/64) | Mikhail Youzhny | 1/8 de finale   | Roger Federer   |
| 2012  | 1er tour (1/64)  | P. Kohlschreiber | 1/8 de finale            | Rafael Nadal             | 3e tour (1/16)  | Viktor Troicki  | 1er tour (1/64) | G. García-López |
| 2013  | 1er tour (1/64)  | A. Kuznetsov     | 1er tour (1/64)          | D. Gimeno-Traver         | 3e tour (1/16)  | K. de Schepper  | 1er tour (1/64) | Florian Mayer   |
| 2014  | 1er tour (1/64)  | Ernests Gulbis   | 2e tour (1/32)           | Andreas Seppi            | —               | —               | 1er tour (1/64) | J.-W. Tsonga    |
| 2015  | 1er tour (1/64)  | Simone Bolelli   | 2e tour (1/32)           | T. Gabashvili            | 2e tour (1/32)  | Nick Kyrgios    | —               | —               |
| 2016  | —                | —                | 2e tour (1/32)           | David Ferrer             | 2e tour (1/32)  | J.W. Tsonga     | 1er tour (1/64) | M. Granollers   |

N.B. : à droite du résultat se trouve le nom de l'ultime adversaire.

### En double
| Année | Open d'Australie            | Open d'Australie     | Internationaux de France    | Internationaux de France       | Wimbledon                   | Wimbledon                   | US Open                       | US Open               |
| ----- | --------------------------- | -------------------- | --------------------------- | ------------------------------ | --------------------------- | --------------------------- | ----------------------------- | --------------------- |
| 2004  | —                           | —                    | —                           | —                              | —                           | —                           | 1er tour (1/32) M. Zabaleta   | D. Hrbatý J. Levinský |
| 2005  | 1er tour (1/32) M. Zabaleta | W. Black K. Ullyett  | 1er tour (1/32) N. Almagro  | J. Björkman M. Mirnyi          | 1er tour (1/32) F. Verdasco | M. Fyrstenberg M. Matkowski | —                             | —                     |
| 2006  | 1er tour (1/32) A. Montañés | J. Erlich A. Ram     | —                           | —                              | —                           | —                           | —                             | —                     |
| 2007  | —                           | —                    | 1er tour (1/32) M. Zabaleta | C. Berlocq P. Cuevas           | —                           | —                           | 1er tour (1/32) J. Acasuso    | J. Coetzee R. Wassen  |
| 2008  | 1er tour (1/32) M. González | B. Bryan M. Bryan    | —                           | —                              | —                           | —                           | 1/2 finale M. González        | L. Dlouhý L. Paes     |
| 2009  | 1/8 de finale L. Arnold Ker | F. López F. Verdasco | —                           | —                              | 1er tour (1/32) M. González | R. Wassen I. Zelenay        | 2e tour (1/16) M. González    | M. Damm R. Lindstedt  |
| 2010  | —                           | —                    | —                           | —                              | —                           | —                           | —                             | —                     |
| 2011  | 2e tour (1/16) F. López     | M. Bhupathi L. Paes  | —                           | —                              | —                           | —                           | 1er tour (1/32) L. Arnold Ker | J. Erlich A. Ram      |
| 2012  | —                           | —                    | —                           | —                              | —                           | —                           | —                             | —                     |
| 2013  | —                           | —                    | —                           | —                              | —                           | —                           | —                             | —                     |
| 2014  | —                           | —                    | 1/4 de finale M. González   | J. Benneteau É. Roger-Vasselin | —                           | —                           | 1er tour (1/32) F. López      | M. Kukushkin M. Venus |
| 2015  | 1er tour (1/32) M. González | J. Murray John Peers | —                           | —                              | —                           | —                           | —                             | —                     |

N.B. : le nom du ou de la partenaire se trouve sous le résultat ; le nom des ultimes adversaires se trouve à droite.

## Parcours dans lesMasters 1000
| Année | Indian Wells              | Miami                    | Monte-Carlo               | Rome                      | Hambourg puis Madrid      | Canada                   | Cincinnati                | Madrid puis Shanghai      | Paris                       |
| ----- | ------------------------- | ------------------------ | ------------------------- | ------------------------- | ------------------------- | ------------------------ | ------------------------- | ------------------------- | --------------------------- |
| 2004  | —                         | 3e tour P. Srichaphan    | —                         | —                         | —                         | —                        | —                         | —                         | —                           |
| 2005  | 2e tour D. Nalbandian     | 1er tour Ivo Minář       | —                         | 2e tour G. Cañas          | 2e tour Jiří Novák        | —                        | —                         | —                         | —                           |
| 2006  | —                         | 1er tour A. Calleri      | —                         | 1er tour F. Santoro       | 2e tour R. Söderling      | —                        | —                         | —                         | —                           |
| 2007  | 1er tour N. Mahut         | 2e tour D. Ferrer        | —                         | —                         | 2e tour R. Federer        | —                        | 1/8 de finale Sam Querrey | 1/8 de finale F. González | 1er tour J. Nieminen        |
| 2008  | 3e tour G. Cañas          | 3e tour Mario Ančić      | 2e tour N. Almagro        | 2e tour I. Andreev        | 1/8 de finale A. Seppi    | —                        | —                         | 1er tour R. Štěpánek      | 2e tour G. Monfils          |
| 2009  | —                         | 2e tour A. Murray        | 1/8 de finale A. Beck     | 1/4 de finale F. González | 1/8 de finale F. Verdasco | —                        | —                         | 1er tour V. Troicki       | 2e tour N. Djokovic         |
| 2010  | 1/4 de finale I. Ljubičić | 3e tour F. González      | 2e tour M. Berrer         | 2e tour V. Hănescu        | 1/8 de finale N. Almagro  | —                        | 1er tour T. de Bakker     | 1/2 finale A. Murray      | 2e tour N. Djokovic         |
| 2011  | 2e tour R. Sweeting       | 3e tour R. Federer       | 1er tour J.-W. Tsonga     | 2e tour T. Berdych        | 1/8 de finale T. Berdych  | 1er tour I. Karlović     | 2e tour T. Berdych        | 1er tour S. Wawrinka      | 1/4 de finale R. Federer    |
| 2012  | 3e tour John Isner        | 1/2 finale N. Djokovic   | 1er tour Robin Haase      | 1/8 de finale N. Djokovic | —                         | 1/8 de finale Mardy Fish | 2e tour R. Štěpánek       | 2e tour F. Verdasco       | 1/8 de finale J. Tipsarević |
| 2013  | 2e tour M. Matosevic      | 2e tour A. Ramos         | 1/8 de finale N. Djokovic | 1er tour B. Paire         | 2e tour K. Anderson       | —                        | 2e tour N. Djokovic       | —                         | —                           |
| 2014  | 2e tour D. Toursounov     | 1er tour J. Chardy       | —                         | 1er tour T. Robredo       | 2e tour R. Nadal          | —                        | —                         | 1/8 de finale M. Youzhny  | —                           |
| 2015  | 3e tour T. Kokkinakis     | 1/4 de finale T. Berdych | 2e tour S. Wawrinka       | 2e tour S. Wawrinka       | 2e tour M. Raonic         | —                        | —                         | —                         | —                           |
| 2016  | 1er tour M. Berrer        | 2e tour G. Simon         | —                         | 1/4 de finale L. Pouille  | 1er tour F. Verdasco      | —                        | 2e tour A. Murray         | —                         | —                           |
| 2017  | 1er tour A. Mannarino     | 1er tour F. Delbonis     | —                         | —                         | —                         | —                        | —                         | —                         | —                           |

N.B. : sous le résultat se trouve le nom de l’ultime adversaire.

## Victoires sur le top 10
Toutes ses victoires sur des joueurs classés dans le top 10 de l'ATP lors de la rencontre.
| Légende         |
| --------------- |
| Grand Chelem    |
| Masters         |
| Jeux olympiques |
| Masters 1000    |
| 500 Series      |
| 250 Series      |
| Coupe Davis     |

| #  | J.M.   | Tournoi        | Année | Surface      | Adversaire         | Rang  | Tour   | Score              |
| -- | ------ | -------------- | ----- | ------------ | ------------------ | ----- | ------ | ------------------ |
| 1  | no 47  | Pörtschach     | 2007  | Terre battue | Nikolay Davydenko  | no 4  | 1/4    | 6-2, 65-7, 6-4     |
| 2  | no 32  | Kitzbühel      | 2007  | Terre battue | Tommy Robredo      | no 7  | 1/4    | 6-2, 2-6, 6-2      |
| 3  | no 25  | Cincinnati     | 2007  | Dur          | Rafael Nadal       | no 2  | 1/16   | 7-65, 4-1 ab.      |
| 4  | no 20  | Madrid         | 2007  | Dur (int.)   | Tommy Haas         | no 10 | 1/16   | 6-4, 7-5           |
| 5  | no 67  | Buenos Aires   | 2009  | Terre battue | David Nalbandian   | no 10 | 1/2    | 2-6, 7-5, 7-62     |
| 6  | no 58  | Rome           | 2009  | Terre battue | Andy Murray        | no 4  | 1/16   | 1-6, 6-3, 7-5      |
| 7  | no 61  | Båstad         | 2009  | Terre battue | Fernando Verdasco  | no 9  | 1/4    | 6-1, 3-1 ab.       |
| 8  | no 30  | Acapulco       | 2010  | Terre battue | Fernando Verdasco  | no 10 | 1/4    | 7-5, 6-3           |
| 9  | no 25  | Valence        | 2010  | Dur (int.)   | Andy Murray        | no 4  | 1/8    | 6-2, 3-6, 6-2      |
| 10 | no 43  | Madrid         | 2011  | Terre battue | Gaël Monfils       | no 10 | 1/16   | 6-2, 3-0 ab.       |
| 11 | no 38  | World Team Cup | 2011  | Terre battue | Mardy Fish         | no 10 | Poule  | 7-64, 7-5          |
| 12 | no 41  | Valence        | 2011  | Dur (int.)   | David Ferrer       | no 5  | 1/2    | 7-5, 1-6, 6-3      |
| 13 | no 34  | Paris-Bercy    | 2011  | Dur (int.)   | Mardy Fish         | no 9  | 1/8    | 1-6, 7-66, 1-2 ab. |
| 14 | no 21  | Miami          | 2012  | Dur          | Mardy Fish         | no 8  | 1/4    | 6-1, 6-3           |
| 15 | no 16  | Houston        | 2012  | Terre battue | John Isner         | no 10 | Finale | 6-2, 3-6, 6-3      |
| 16 | no 14  | Hambourg       | 2012  | Terre battue | Nicolás Almagro    | no 10 | 1/2    | 3-6, 6-3, 6-4      |
| 17 | no 19  | Madrid         | 2013  | Terre battue | Janko Tipsarević   | no 10 | 1/32   | 7-65, 6-3          |
| 18 | no 82  | Shanghai       | 2014  | Dur          | Milos Raonic       | no 8  | 1/16   | 5-2 ab.            |
| 19 | no 48  | Indian Wells   | 2015  | Dur          | Marin Čilić        | no 10 | 1/32   | 6-4, 6-4           |
| 20 | no 114 | Rome           | 2016  | Terre battue | Stanislas Wawrinka | no 4  | 1/8    | 65-7, 6-3, 6-4     |

## Classements ATP en fin de saison
| Année          | 2001 | 2002 | 2003 | 2004 | 2005 | 2006 | 2007 | 2008 | 2009 | 2010 | 2011 | 2012 | 2013 | 2014 | 2015 | 2016 |
| Rang en simple | 791  | 603  | 319  | 72   | 88   | 70   | 23   | 47   | 30   | 26   | 26   | 12   | 42   | 62   | 53   | 65   |
| Rang en double | 713  | 491  | 552  | 295  | 159  | 423  | 288  | 43   | 110  | 110  | 179  | 181  | 141  | 153  | 239  | -    |

Source : (en) Classements de Juan Mónaco sur le site officiel de la Fédération internationale de tennis